# Большая Саргая (приток Узяна)
Большая Саргая (Саргая) (баш. Оло Һарғая) — река в России, протекает по территории Башкортостана. Устье реки находится в 85 км по правому берегу реки Узян. Длина реки составляет 14 км. Количество притоков протяжённостью менее 10 км — 27, их общая длина составляет 64 км.

## Данные водного реестра
По данным государственного водного реестра России относится к Камскому бассейновому округу, водохозяйственный участок реки — Белая от водомерного поста Арский Камень до Юмагузинского гидроузла, речной подбассейн реки — Белая. Речной бассейн реки — Кама.
Код объекта в государственном водном реестре — 10010200212111100017379.